# توماس برتا
توماس برتا (به ایتالیایی: Thomas Beretta) (متولد ۸ آوریل ۱۹۹۰ در میلان) بازیکن والیبال اهل ایتالیا عضو تیم ملی والیبال ایتالیا و باشگاه مودنا است.

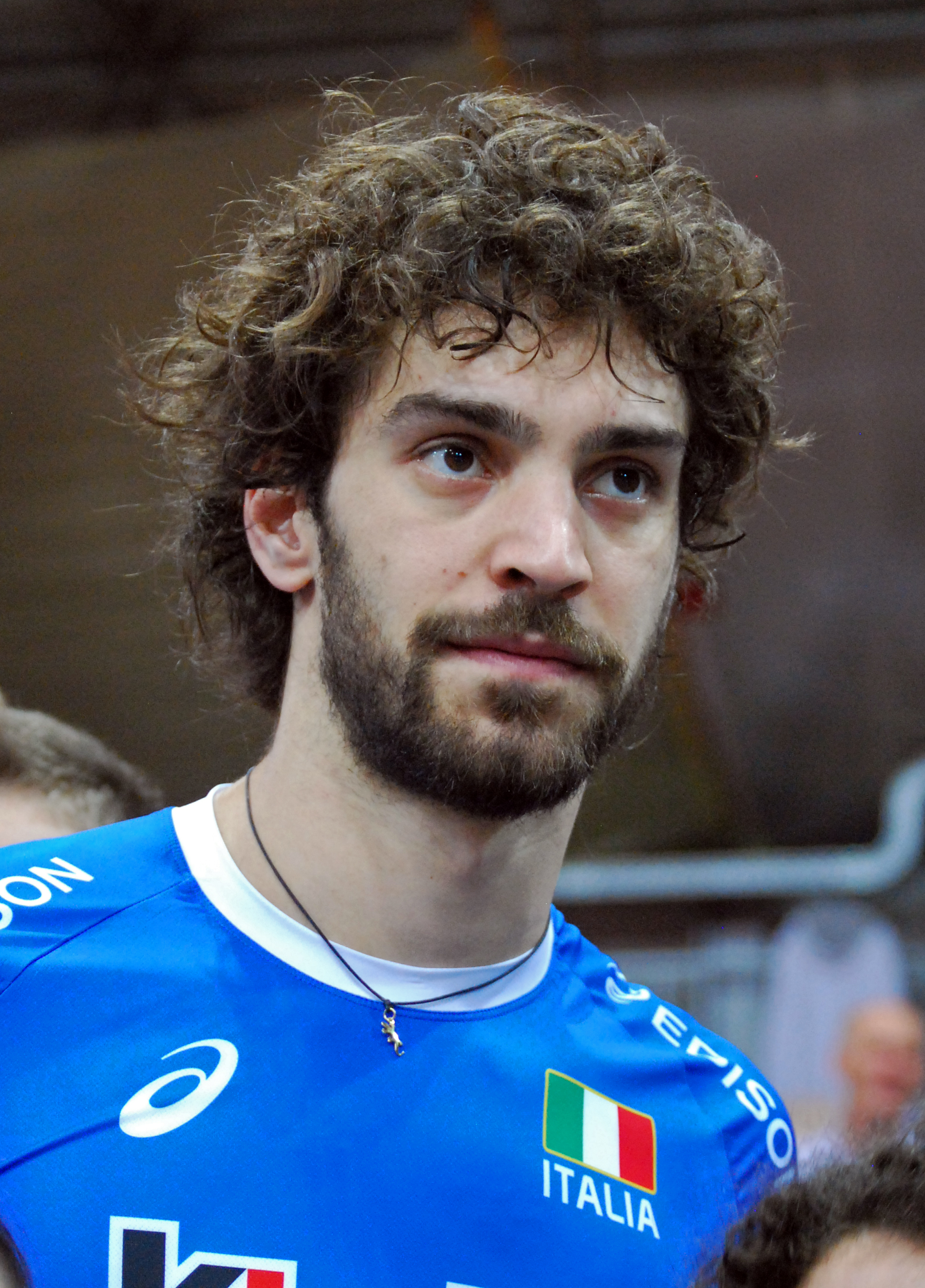
برتا در سال ۲۰۱۲

برتا به همراه تم ملی ایتالیا به مدال برنز لیگ جهانی ۲۰۱۲ دست یافت و در سال ۲۰۱۳ نایب قهرمانی اروپا را به دست آورد.